# Parodia linkii
Parodia linkii är en kaktusväxtart som först beskrevs av Johann Georg Christian Lehmann, och fick sitt nu gällande namn av R. Kiesling. Parodia linkii ingår i släktet Parodia och familjen kaktusväxter. Inga underarter finns listade i Catalogue of Life.